# Aristias nowra
Aristias nowra is een vlokreeftensoort uit de familie van de Aristiidae. De wetenschappelijke naam van de soort is voor het eerst geldig gepubliceerd in 2010 door Stoddart & Lowry.